# Karsy (powiat jędrzejowski)
Karsy – wieś sołecka w Polsce położona w województwie świętokrzyskim, w powiecie jędrzejowskim, w gminie Sobków. Ma status sołectwa.
W latach 1975–1998 miejscowość należała administracyjnie do województwa kieleckiego.

## Historia
Karsy w wieku XIX to wieś w powiecie jędrzejowskim, gminie Sobków, parafii Kije.
Słownik geograficzny Królestwa Polskiego wspomina o Karsach jako attynencji w dobrach wsi Lipa.
W roku 1827 było w Karsach  31 domów 226 mieszkańców.
Wspomina wieś dwukrotnie Długosz w L.B.(t.I 475 i t.II 12) jako dziedzictwo Zawisiusza Lipskiego herbu Hołobok.
W dalszych latach w działach występują :
- 1508 Stanisław Lipski dziedzicem części Lipy i całych Kars .
- 1540 Stanisław Zawisza współwłaściciel Karsów i dziedzic Lipy .

Następnie Lipa i Karsy należą do Reyów.
- 1561 r. Karsy kupuje Stanisław Rawicz Dembiński starosta chęciński[9] .